# Neszméri Sándor
Neszméri Sándor (Alsószeli, 1952. november 17. – Pozsony, 2014. július 6.) újságíró.

## Élete
1971-ben érettségizett Galántán a mai Kodály Zoltán Gimnáziumban. Krakkóban a Jagelló Egyetemen történelem szakon végzett 1976-ban. 1976—1981 között a Nő kulturális rovatának szerkesztője, majd 1981—1982-ben helyettes főszerkesztője. 1987—1989 között az Új Ifjúság helyettes főszerkesztője. 2011-től az Önkormányzati Szemle időszaki folyóirat főszerkesztője. A Szabad Újságnak is munkatársa volt.
Éveken át volt a Duna Televízió pozsonyi tudósítója, illetve a Magyar Nemzet szlovákiai főmunkatársa. A Magyar Közösség Pártja közlönyének a Hírvivőnek is szerkesztője volt.
1982—1987 között a Csemadok Országos Választmányának titkára, 1990-1991-ben pedig főtitkára. 1991-től a Gazda Kereskedelmi Kft. elnök-igazgatója.
Fiával, Tamással (1981–2006) egy sírban nyugszik.

## Művei
- 1975 Új Ifjúság
- 1979-1980 Emberek otthonok, haza – dél-szlovákiai valóság. In: Nő
- 1981 A Nő Évkönyve. (szerk.)